# 縄文クッキー
縄文クッキー（じょうもんクッキー）は、縄文時代の食事の再現メニューとして調理されることがある植物質のクッキー（またはパン）、または動植物質のハンバーグ状の加工食品である。堅果のデンプン質がクッキー状（またはパン状）炭化物として出土することから呼ばれている。アク抜きされたドングリ等堅果類を主体に獣肉、卵などをこね合わせて焼き上げたものを指すことが多い。しかし、動物質材料を含むものはあくまで推測のものであり、実際に出土する本来の『縄文クッキー』は単に栗の実を粉状にして固めて焼き上げたものである。
　

## 概要

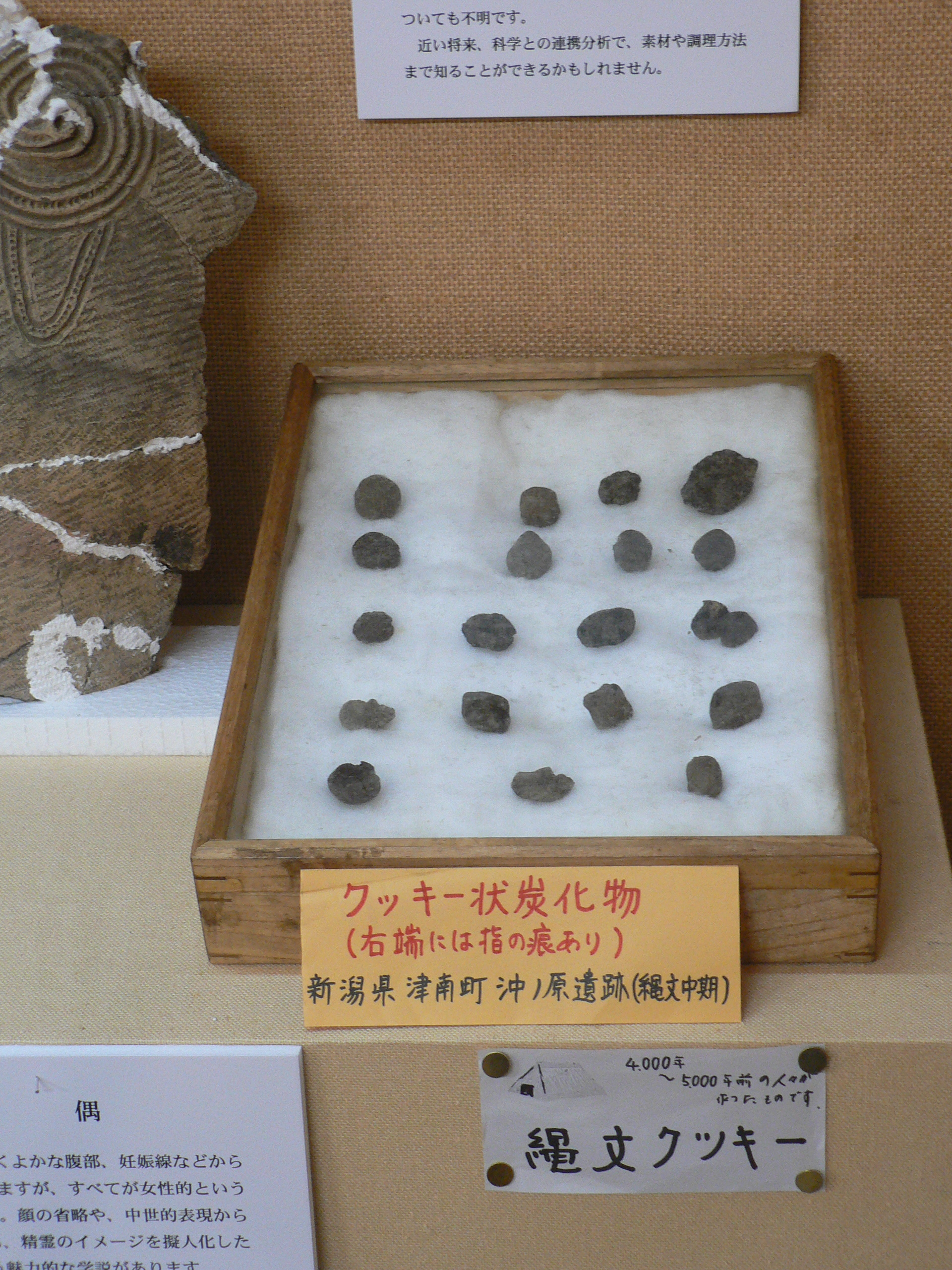
沖ノ原遺跡から出土したクッキー状炭化物

縄文クッキーは、縄文時代の極初期から作られたと見られる。長野県の曽利遺跡においてはじめて発見され、その後東日本の縄文時代の遺跡において特徴的に出土する。縄文時代には食糧の保存加工技術が進展し、堅果のアク抜き技術が確立したため、アク抜きされた堅果や球根類のデンプン質を石皿や磨石を用いて粉食することが可能になったと考えられている。クッキー状炭化物は主に住居内の炉の灰中から発見されるため余熱で焼かれたものであると考えられており、土器を用いてカユ状に煮て食した方法と並び主要な粉食方法であったと考えられている。
山形県東置賜郡高畠町の押出遺跡から出土したクッキー状炭化物の残存脂肪酸分析法による分析を依頼された中野益男は、同遺物をクリ・クルミなどの木の実、シカ・イノシシなどの獣肉、動物の血、卵などに塩と天然の酵母を加えて200～250度で焼成したクッキーないしハンバーグ状の食品を「縄文クッキー」であるとし、縄文クッキーには植物質主体のものと動物質主体の2種が存在する可能性が想定された。
しかし、残存脂肪酸分析法は2000年（平成12年）に発生した旧石器捏造事件に際して信頼性が疑問視され、2002年には山口昌美による反論にあるように、残存脂肪酸分析法は信頼性を欠き、分析結果から材料を特定した根拠も薄いことが指摘され、動物質材料を含む縄文クッキーに関しては存在が想定されるのみである。
「食」という身近なテーマで一般人への訴求性が高いことやクッキー状炭化物から栽培植物であるエゴマやシソが検出されたことから縄文農耕論の観点からも着目され、充分な検討が加えられる前に中野の推定した材料とレシピが一人歩きし、1990年代から2000年代にかけて博物館や埋蔵文化財センターの体験学習やイベントなどでしばしば再現された。縄文時代に植物質の粉食が行われていたことは想定されているが、レシピや形状についてはあくまで推測の域をでないものである。

## いわゆる「縄文クッキー」の作り方
前述のように学術的には素材から実態まで不明であることに注意。ドングリは種類によっては破砕後に水晒しなど灰汁抜き工程が必要になる。山芋や蓮根、ソバ粉などをあわせてもよい。

### ハンバーグ系
ドングリを挽いたものに挽肉と鶏卵、クリ・クルミ等を砕いたものをこね合わせ、塩、青葉、胡麻などで味を調えて一口大に成型し焼く。

### クッキー系
ドングリを挽いたものに鶏卵、クリ・クルミ等を砕いたものを捏ね合わせ、砂糖、蜂蜜、塩、青葉、胡麻などで味を調えて一口大に成型し焼く。